# Bu Lahya
Fqih Mohamed 'n Ali Bourihyan 'n Ait Tsaft 'n Ait Touzine of Bu Lahya was de hoogste veldcommandant in rang van de Rif-Republiek tijdens de Rifoorlog (1920-1926).

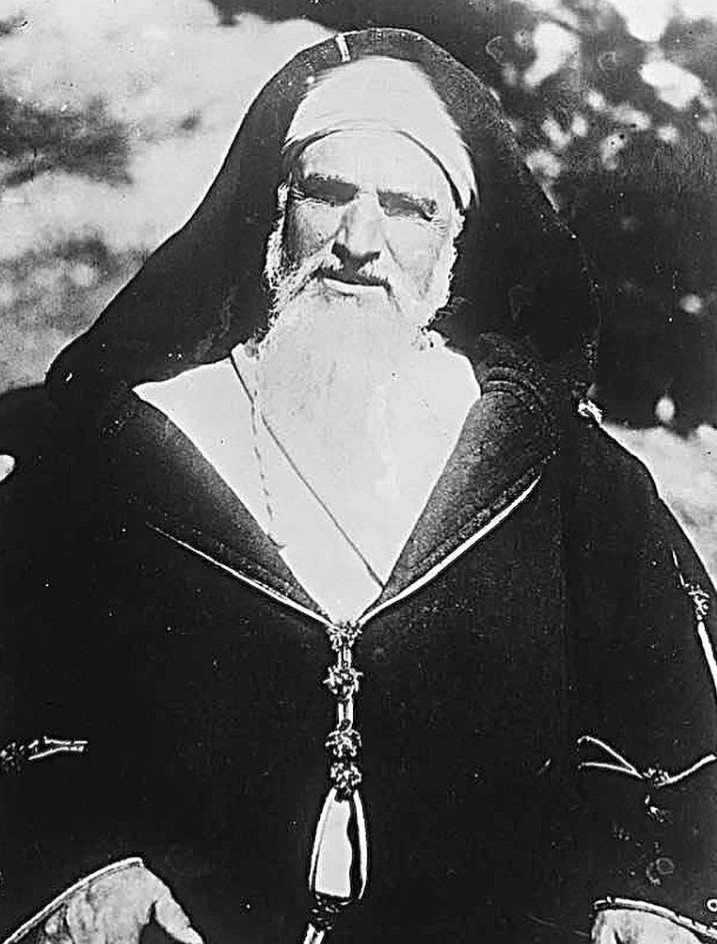

Hij leidde onder andere de slag om Dhar Ubarran, de slag om Annual en de intocht in de Ghomara met als doel om de inwoners ervan te overtuigen om deel te nemen aan de vrijheidsstrijd tegen de Spanjaarden. Dit verliep niet zonder slag of stoot. Bu Lahya moest uiteindelijk militair ingrijpen om alle Jbella-stammen te betrekken bij het verzet. Bu Lahya was een ferm voorstander van vechten tot het laatste moment.
Naast zijn militaire verantwoordelijkheden had Bu Lahya ook een bestuurlijke functie. Hij was minister van religieuze zaken van de Rif-Republiek en moest onder andere de sharia-wetgeving implementeren.